# Alex W. Drehsler
Alex W. Drehsler (* vermutlich 27. Juni 1948) ist ein US-amerikanischer Journalist und Filmproduzent.

## Karriere
Alex W. Drehsler begann als Journalist beim San Diego Union zu arbeiten, bevor er durch seine Oscarnominierung für seine Beteiligung an dem Dokumentarfilm In the Name of the People bei der Oscarverleihung 1985 große Bekanntheit erlangte. Für diesen Dokumentarfilm reisten er und Frank Christopher 1982 mit einem Kameramann und Tontechniker von Honduras nach El Salvador und besuchten unter anderem in Chalatenango einen Guerilla-Kämpfer. Die Aufnahmen des Films dauerten fünf Wochen und wurden mit einem geschätzten Budget von 150.000 US-Dollar produziert, wobei Drehsler für das Drehbuch verantwortlich war. Als Off-Sprecher konnte man Martin Sheen engagieren.